# La Vallée-au-Blé
La Vallée-au-Blé település Franciaországban, Aisne megyében. Lakosainak száma 358 fő (2022. január 1.). La Vallée-au-Blé Haution, Lemé, Marly-Gomont, Le Sourd és Voulpaix községekkel határos.

## Népesség
A település népességének változása:
| Lakosok száma | 450  | 413  | 366  | 300  | 370  | 365  | 365  | 370  | 366  | 358  |
|               | 1968 | 1982 | 1990 | 2006 | 2013 | 2015 | 2017 | 2019 | 2020 | 2022 |